# Tobias M. Huber
Tobias Marcellus Huber (* 27. August 1988 in Eggenfelden) ist ein deutscher Film- und Werbeproduzent. 2014 gewann er mit dem Film Nocebo den Studentenoscar für den besten ausländischen Film.

## Leben
Aufgewachsen im oberbayerischen Ampfing als Sohn des Politikers Marcel Huber absolvierte er nach im Anschluss an das Abitur 2008 seinen Wehrdienst im Gebirgsjägerbataillon 231 in Bad Reichenhall. Seit 2009 studiert er Produktion und Medienwirtschaft an der HFF München und gründete zusammen mit Severin Höhne die Produktionsfirma Menelaos Film, mit der er neben Kurzfilm- und Werbefilmprojekten auch seinen Abschlussfilm Nocebo realisierte. Letzterer gewann unter anderem den Studenten-Oscar für den besten ausländischen Film (Honorary Foreign Film Award) der Academy of Motion Picture Arts and Sciences in Los Angeles und war in zwei Kategorien für den Studio Hamburg Nachwuchspreis (Bester Film, Beste Produktion) nominiert. Seit 2012 ist er Stipendiat der Verwertungsgesellschaft der Film- und Fernsehproduzenten, seit 2013 Stipendiat des Deutschen Akademischen Austauschdienstes und Preisträger des Starter Filmpreises der Stadt München.
2019 konzipierte und initiierte er zusammen mit seinem Bruder Dr. Dominikus Huber das Freilichttheater 1322 – Die Schlacht bei Ampfing, ein episches Festspiel anlässlich des 700-jährigen Jubiläums der letzten Ritterschlacht. Gemeinsam verpflichteten sie Moritz Katzmair als Regisseur und übernahmen die Rolle der Intendanten. Das Projekt, bei dem bis zur Aufführung im August 2022 mehr als 600 Ehrenamtliche aus der ganzen Region beteiligt waren, wurde von Besuchern und Kritik gleichermaßen begeistert aufgenommen.

## Filmografie (Auswahl)
- 2011: Heilige Nacht (Kurzfilm)
- 2011: Shaitan (Kurzfilm)
- 2012: Der blinde Fisch (Kurzfilm)
- 2013: Nocebo (Kurzfilm)
- 2013: Gartenfeind (Kurzfilm)
- 2014: Take 13 (Kurzfilm)
- 2016: Familienzuwachs (Kurzfilm)
- 2016: Red (Kurzfilm)
- 2017: Luna (Kinospielfilm)
- 2022: Die Geschichte der Menschheit – leicht gekürzt
- 2023: 791 km